# Oscar (Therapiekatze)
Oscar (* 2005; † 22. Februar 2022) war eine männliche Therapiekatze, die im Steere House Nursing and Rehabilitation Center in Providence, Rhode Island lebte. Sie erreichte durch den Facharzt für Geriatrie und Assistenzprofessor an der Brown University David Dosa weltweite Bekanntheit. Dosa schrieb in einem Artikel für das New England Journal of Medicine, Oscar habe ungeahnte Fähigkeiten. Er konnte den Tod palliativmedizinischer Patienten anzeigen. Dosa fand keine Erklärung für das ungewöhnliche Verhalten des Katers. Erklärungsansätze suchte er im eingeschränkten Bewegungsapparat der Sterbenden und im Geruchssinn der Katze, die eventuell Ketone, also Biochemikalien, die bei sterbenden Zellen austreten, riechen konnte. Dosa schrieb außerdem das Buch Making Rounds With Oscar: The Extraordinary Gift of an Ordinary Cat über den Kater.

## Leben
Oscar wurde als Kätzchen aus einem Tierheim vom Steere House Nursing and Rehabilitation Center in Providence, Rhode Island adoptiert und wuchs in der geriatrischen Einrichtung, die vor allem Alzheimer- und Parkinson-Patienten am Ende ihres Lebens betreut, auf. Das 41-Betten-Haus adoptierte gleichzeitig fünf weitere Katzen, nachdem die erste Therapiekatze Henry (benannt nach dem Gründer der Einrichtung Henry J. Steere) verstorben war.
Nach etwa sechs Monaten bemerkten die Mitarbeiter, dass Oscar, ähnlich den Ärzten und Pflegekräften, seine eigenen „Visiten“ machte. Oscar schnüffelte an einigen Patienten und legte sich dann zum Schlafen zu ihnen. Die Patienten, zu denen er sich legte, verstarben wenige Stunden später. Einer der ersten Fälle, der die Aufmerksamkeit der Pfleger erregte, war eine Patientin mit einer Thrombose im Bein, die schon ganz kalt war. Der Kater legte sich um ihr Bein und blieb bei ihr, bis sie verstarb. Bei einem weiteren Fall prognostizierte ein Arzt einen früheren Tod als der Kater, der einfach weiterging. Doch der Arzt lag letztlich falsch, der Kater besuchte den Patienten etwas später wieder. Oscars Genauigkeit (zum Zeitpunkt des Artikels waren 25 Übereinstimmungen bekannt) führte dazu, dass die Mitarbeiter die Angehörigen anriefen, wenn sich der Kater zum Patienten legte.
Oscar blieb bei den Patienten, bis diese verstarben. Dann lief er lautlos aus dem Zimmer. Manche Angehörigen mochten das jedoch nicht. Wenn er hinausgebeten wurde, lief er vor der Tür auf und ab und miaute laut. Gegenüber lebenden Personen war er jedoch nicht besonders freundlich. So beschrieb Dosa einen Fall, als ein älterer Mensch den Kater streicheln wollte. Er fauchte die Patientin an.
Etwa 50 Fälle (Stand: 2010) soll der Kater vorausgesagt haben.

## Erklärungsansätze
Joan Teno, eine Professorin der Warren Alpert Medical School der Brown University, die das Steere House regelmäßig besucht, bestätigte Dosas Bericht. Dosas These, die von Teno unterstützt wird, ist, dass die Katze sensibel auf den Geruch des Todes reagierte, der von bestimmten Chemikalien erzeugt wird. Weitere Unterstützer dieser These sind Margie Schenk, Tierärztin aus Vancouver, und Jill Goldman, eine Behavioristin aus Laguna Beach. Goldmann ergänzt, dass die Katze ja bereits seit ihrer Kindheit unter Sterbenden aufwuchs und daher mit dem Tod vertraut war.
Daniel Estep, ebenfalls ein Tier-Behaviorist aus Littleton ist der Ansicht, dass die Katze eher auf die Bewegungsarmut der sterbenden Personen reagierte. Thomas Graves, ein Katzenexperte, erklärte der BBC, Katzen hätten ein Gespür dafür, wenn es ihren Besitzern schlecht gehe, und die Katze könne daher den Tod vorhersagen. Er verglich Oscars Fähigkeit damit, dass Katzen auch Wetter oder Erdbeben vorhersagen könnten.

## Popkulturelle Beachtung
Der Fall wurde international bekannt und in verschiedenen popkulturellen Zusammenhängen aufgegriffen:
- Stephen King verwendete Oscar als Motiv in seiner Shining-Fortsetzung Doctor Sleep.[8]
- Oscar war in einer Folge der Discovery-Channel-Serie Einfach überirdisch! zu sehen.
- Eine von Oscar inspirierte Geschichte ist in der Folge Wenn die Katze kommt (Staffel 5, Episode 18) von Dr. House zu sehen
- die Punkband Tacocat aus Seattle widmete der Katze ihren Song Psychic Death Cat